# Gina Sandberg
Gina Sandberg (Frederikstad, 28 september 1840- Oslo, 13 december 1927) was een Noors zangeres.

## Achtergrond
Ze werd als vierde kind geboren binnen het gezin van vicaris Christian Juell Sandberg en Marie Cathrine Rosenkilde. Op 9 november 1877 huwde ze (de latere bisschop) Arnoldus Marius Hille (1829-1919) Ze was de tweede vrouw van Hille en in die hoedanigheid de opvolgster van haar oudere zuster Charlotte Sofie Sandberg (1832-1875). Gina kreeg twee kinderen. Arnoldus Marius Hille was de broer van militair Lars Mathias Hille. 

## Muziek
Zij kreeg haar muzikale opleiding in Keulen en Parijs. Ze gaf enige liederconcerten en gaf de aanzet tot de (korte) loopbaan van Amunda Kolderup. Haar eigen carrière duurde ook niet lang, na haar trouwen was het afgelopen.

## Enkele concerten
- 10 oktober 1871: Vrijmetselaarsloge Oslo; concert met onder andere Erika Lie, Gudbrand Bøhn, Martin Ursin; ze zong liederen van Franz Schubert, Halfdan Kjerulf en Ivar Hallström
- 26 maart 1872: concert met Otto Winter-Hjelm in Oslo
- 12 november 1873: ze zong met het Studentenkoor, onder andere een aria uit de opera Rinaldo van Georg Friedrich Händel
- 24 oktober 1874: componistenavond van Johan Selmer, andere aanwezigen waren Erika Nissen (Lie), Benedicte Krag, Johan Svendsen, Hans Brun en Thorvald Lammers